# Mekiši kod Vižinade
Mekiši kod Vižinade – wieś w Chorwacji, w żupanii istryjskiej, w gminie Vižinada. W 2011 roku liczyła 39 mieszkańców.